# Cuartel Borgoño
El Cuartel Borgoño es un complejo arquitectónico, público y sanitario de gran envergadura, que fue apropiado con fines represivos durante la dictadura. Ubicado en la calle General Borgoño, comuna de Independencia, Santiago, Chile. Fue construido a comienzos del siglo xx como parte del Instituto de Higiene. Desde este lugar se planificaron operativos y montajes de inteligencia a nivel nacional, fue el recinto operativo más importante de la Central Nacional de Informaciones (CNI), que ocupó el inmueble como centro de secuestro, detención y tortura entre 1977 y 1988.  Fue declarado Monumento Nacional de Chile, en la categoría de Monumento Histórico y sitio de memoria, mediante el Decreto n.º 347, del 1 de diciembre de 2016.

## Historia
Las obras de canalización del río Mapocho entre los años 1886 y 1891 permitieron ganar suelos del lecho del río, en donde se levantaron algunas obras públicas como la Estación Mapocho. Un sector de la ribera norte se destinó para el establecimiento de los edificios del Instituto de Higiene, que albergaron los estudios de la higiene pública en la ciudad, al igual que los equipos destinados a la desinfección de conventillos, el Desinfectorio Público.
El complejo de edificios consistió en cinco volúmenes, uno para cada departamento del organismo: el edificio principal, diseñado por Emilio Jéquier, sede de la sección de higiene y demografía; el pabellón de química; el pabellón de microscopía y bacteriología; el de seroterapia; y el pabellón del desinfectorio.
En 1924 el Instituto de Higiene fue cerrado por la junta de gobierno encabezada por Luis Altamirano, y sus instalaciones fueron destinadas para la instalación del Instituto Bacteriológico de Chile, que fue creado en 1929. Al año siguiente sus instalaciones acogieron a la Escuela Nacional de Higiene, antecedente de la Escuela de Salud Pública de la Universidad de Chile, y en 1936 el complejo pasó a depender del Ministerio de Salubridad Pública. Tras el incendio de la Escuela de Medicina de la Universidad de Chile en 1948, esta institución pasó a ocupar el complejo de forma transitoria, y en 1952 las exdependencias del Instituto de Higiene se transfirieron al Servicio Nacional de Salud.
En 1977 las instalaciones pasaron a la Central Nacional de Informaciones (CNI), que transformó el lugar —con el nombre de cuartel Borgoño— en su recinto operativo más importante como centro de detención y tortura. El recinto se convirtió en un lugar referente para la denuncia de las violaciones a los Derechos Humanos, además de ser un hito en la visibilización de la tortura por las protestas en su exterior a comienzos de la década de 1980.
En 1984 el edificio principal fue declarado monumento nacional en base a sus valores urbanísticos, y en 1988 la totalidad del conjunto fue traspasado a la Policía de Investigaciones (PDI). En 1997 las antiguas secciones de seroterapia y del desinfectorio público fueron demolidas para construir un cuartel de la PDI.